# Marion Wachtel
Marion Kavanaugh Wachtel (Milwaukee, 10 de junho de 1873 – Pasadena, 22 de maio de 1954) foi uma pintora impressionista norte-americana. 
Marion pintou com aquarelas, a óleo, muitas vezes com apoio e inspiração no marido, o também pintor Elmer Wachtel.

## Biografia
Marion nasceu em Milwaukee, no Wisconsin, em ano incerto, pois já lhe fora atribuídos os anos que abrangem o período de 1873, a data mais aceita, até 1877. Era filha de James e Jean Jo Auston Kavanagh. Tanto sua mãe, que era inglesa, quanto seu avô, um irlandês, eram pintores e foram de grande influência na infância de Marion.

## Carreira

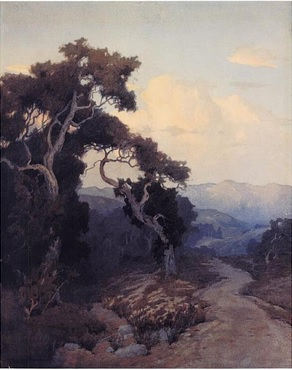
Sunset Clouds, 1904

Marion estudou no Art Institute of Chicago, e foi aprendiz de William Merritt Chase, em Nova Iorque. Foi membro do Clube de Aquarelas de Nova Iorque. Depois de se formar, lecionou em escolas públicas e no próprio Art Institute of Chicago. Em 1903, em uma viagem pela Califórnia, estudou com William Keith e com Elmer Wachtel, com quem ela se casou em 1904.
Marion pintou principalmente figuras e retratos da costa leste e depois de seu casamento com Elmer, passou a pintar as paisagens do sul e da Califórnia. Trabalhava principalmente com aquarelas, mas começou a pintar a óleo quando se marido morreu. Trabalhou em várias organizações de arte da região do sul da Califórnia, incluindo a Sociedade de Aquarelas da Califórnia, a Sociedade dos Artistas de Pasadena e o Clube de Arte da Califórnia.

## Morte
Marion morreu na sua casa, em Pasadena, em 22 de maio de 1954, aos 80 anos.